# Arabian Jewish Dance
Arabian Jewish Dance è un cortometraggio muto del 1903 prodotto dalla Edison Manufacturing Company.
Gli ebrei appaiono per la prima volta nel cinema americano in due brevi filmati etnografici girati nel 1903 in Medio Oriente dalla Edison Manufacturing Company. Entrambi documentano delle danze ebraiche, riprese rispettivamente a Beirut (Arabian Jewish Dance) e a Gerusalemme (A Jewish Dance in Jerusalem). Le riprese furono effettuate agli inizi del 1903 nel corso della crociera invernale della S.S. "Auguste Victoria" della Hamburg-American Line, partita da New York il 3 febbraio 1903.

## Trama
A Beirut, un gruppo di uomini ebrei, vestiti nei costumi tradizionali del luogo, si esibiscono in una danza araba.

## Produzione
Il film fu prodotto dalla Edison Manufacturing Company.

## Distribuzione
Distribuito dalla Edison Manufacturing Company, uscì nelle sale cinematografiche americane nel giugno 1903.